# Michel Stöcker
Michel Julius Stöcker (* 14. April 1999 in Köln) ist ein deutscher Fußballspieler.

## Werdegang
Der Innenverteidiger Michel Stöcker begann seine Karriere beim TuS Elsenroth aus Nümbrecht im Oberbergischen Kreis und wechselte später in die Nachwuchsabteilung des 1. FC Köln. Dort spielte er in der B- und A-Junioren-Bundesliga. Für sein letztes Juniorenjahr wechselte Stöcker zu Fortuna Düsseldorf und wurde im Sommer 2018 in die zweite Herrenmannschaft übernommen. In den folgenden drei Jahren absolvierte Stöcker 58 Spiele in der viertklassigen Regionalliga West und erzielte dabei ein Tor. Zur Saison 2021/22 wechselte er zur zweiten Mannschaft von Holstein Kiel in die Regionalliga Nord und absolvierte dort 27 Spiele, in denen er ein Tor erzielte. Im Sommer 2022 wechselte Stöcker zum SC Verl in die 3. Liga. Am 7. August 2022 gab er sein Profidebüt beim 2:2-Remis gegen den SV Waldhof Mannheim.